# Bobby Murdoch
Robert "Bobby" White Murdoch (17 de Agosto de 1944 — 15 de Maio de 2001) foi um jogador de futebol da Escócia. Ele jogou principalmente pelo Celtic e foi um dos Leões de Lisboa, o time do Celtic que ganhou a Liga dos Campeões de 1967. Ele e Bertie Auld formaram o brilhante meio-de-campo do Celtic naquela campanha. Ele mais tarde treinou o Middlesbrough. 

## Carreira

### Celtic
Nascido em Rutherglen, ele morou lá durante a maior parte de sua vida e frequentou a escola primária de St. Columbkillle, antes de se mudar para a em Motherwell. 
Murdoch assinou seu primeiro contrato no Celtic em 1959, ganhando £3 por semana como jogador de meio período, enquanto também trabalhava. Jogou nos juniores do Cambuslang Rangers por dois anos para ganhar experiência antes de se voltar ao Celtic já como um profissional de tempo integral.
Murdoch jogou inicialmente pelo Celtic como um extremo, mas foi apenas razoável nessa posição. Este foi um período em que os jogadores não foram bem desenvolvidos pelo Celtic devido à falta de treinadores de qualidade. Jock Stein acabou mudando Murdoch para o meio-campo logo depois que ele foi nomeado treinador do Celtic em 1965. Com essa mudança, Murdoch foi o primeiro jogador a se beneficiar significativamente da chegada de Stein. Jogar no meio-campo permitiu que Murdoch usasse sua habilidade de passe de forma mais eficaz. Ele ainda continuou a marcar pelo menos 10 gols por temporada.
Durante seu tempo no Celtic, ele ganhou oito títulos da Liga Escocesa, quatro Copas Escocesas e cinco Copas da Liga, bem como a Liga dos Campeões de 1967. O chute de Murdoch foi desviado por Stevie Chalmers para marcar o gol da vitória do Celtic. Murdoch também jogou no final da Liga dos Campeões de 1970, quando o Celtic perdeu por 2-1 para o Feyenoord. No total, ele fez mais de 500 aparições para o Celtic e marcou cerca de 100 gols. Seus últimos anos com Celtic foram marcados por problemas de lesão. 
Sua importância para o sucesso do Celtic era tal que, quando Jock Stein foi perguntado quando ele pensou que o Celtic poderia ganhar a Liga dos Campeões, ele respondeu "quando Bobby Murdoch estava em forma". Stein também creditou Murdoch como sendo "o melhor jogador que eu tinha como treinador". Murdoch foi eleito escocês do ano em 1969 pelos escritores de futebol. Stein permitiu que Murdoch deixasse o clube porque ele tinha "ficado sem desafios" no Celtic. 

### Middlesbrough
Murdoch deixou o Celtic em 1973 e se transferiu ao Middlesbrough em uma transferência gratuita. Durante a sua primeira temporada, o clube foi promovido para a 1 Divisão. Ele fez 125 jogos pelo Middlesbrough antes de se aposentar em 1976. 
Murdoch então assumiu o papel de treinador dos juniores do Middlesbrough. Ele teve uma passagem breve mas mal sucedida como treinador do Middlesbrough entre 1981 e 1982. Murdoch saiu do clube pouco depois de ser rebaixado para a segunda divisão. Seu trabalho no Middlesbrough foi dificultado pelo fato de que o clube vendeu jogadores  como Craig Johnston, David Armstrong e Mark Proctor  Das contratações feitas, apenas o meio-campista holandês Heini Otto teve sucesso. 

### Na Seleção
Murdoch jogou 12 jogos na Seleção Escocesa de Futebol. Sua estréia foi na vitória por 1 a 0 contra a Itália em 9 de outubro de 1965 em uma eliminatória para Copa do Mundo. Seus dois primeiros gols internacionais vieram no seu segundo jogo, uma vitória por 4-1 contra o País de Gales no mesmo mês. 
Ao todo ele marcou seis gols internacionais.

## Vida Posterior
Ele morreu, com 56 anos, após um acidente vascular cerebral, na enfermaria de Glasgow. Murdoch foi o primeiro dos Leões de Lisboa a morrer.  Em 2016, sua contribuição foi reconhecida com o lançamento de uma placa que mostra suas realizações na prefeitura em sua cidade natal de Rutherglen; A cerimônia contou com a participação de membros da família, dignitários locais e ex-companheiros de equipe. 

## Títulos

### Clubes
Celtic
- Liga dos Campeões: 1966-67
- Liga Escocesa: 1965-66, 1966-67, 1967-68, 1968-69, 1969-70, 1970-71, 1971-72 e 1972-73
- Copa Escocesa: 1964-65, 1966-67, 1968-69, 1970-71 e 1971-72
- Scottish League Cup: 1965-66, 1966-67, 1967-68, 1968-69 e 1969-70

Middlesbrough
- Football League Second Division: 1973-74

### Individual
- Hall da Fama do Futebol Escocês: 2004

## Referência
1. ↑  «Bobby Murdoch: An obituary» (em inglês). 15 de maio de 2001
2. ↑  «Barry Hugman's Footballers - Bobby Murdoch». hugmansfootballers.com. Consultado em 14 de dezembro de 2017
3. ↑  «Latest News | Official Website of the Boro- Middlesbrough FC latest news, photos and videos». www.mfc.co.uk (em inglês). Consultado em 14 de dezembro de 2017